# Beatriu d'Aragó
|  | No s'ha de confondre amb Beatriu de Portugal i d'Aragó. |

Beatriu d'Aragó de Nàpols o Beatriu d'Aragó i Chiaromonte (en hongarès: Aragóniai Beatrix) (Nàpols, Itàlia, 14 de novembre de 1457 - Nàpols, Itàlia, 23 de setembre de 1508). Va ser reina consort d'Hongria, sent casada amb dos reis hongaresos diferents. Visqué en un ambient cortesà i humanístic.

## Biografia
Va néixer el 14 de novembre de 1457 a Nàpols com a filla de Ferran I de Nàpols i d'Isabel de Chiaramonte. El 5 de setembre de 1474 va ser compromesa en matrimoni als seus 17 anys amb el rei hongarès pel seu pare. D'aquesta forma, després d'arribar al Regne d'Hongria va ser presa com esposa pel rei Maties Corví d'Hongria el 22 de desembre de 1476, al costat del qual va governar com a reina consort fins a la mort del monarca el 1490. Beatriu va compartir amb Maties els primers anys del Renaixement fora d'italia, que va ser exportat a Hongria per la parella real. Aviat el floriment del renaixement hongarès va assolir l'italià i va servir de pont perquè aquest arribés als altres països europeus com el Sacre Imperi Romanogermànic, França, entre d'altres. D'aquesta unió matrimonial no va tenir descendència.
Posteriorment després de la mort de Maties, Beatriu va ser presa com esposa en segones núpcies pel successor de l'anterior, el rei Vladislau II de Bohèmia i Hongria el 1490, sent novament reina consort d'Hongria fins que Vladislav va voler anul·lar el matrimoni, fet finalment el 2 d'abril de 1500 pel Papa Alexandre VI amb el pretext d'una irregularitat comesa intencionalment pel bisbe. Vladislau es va tornar a casar amb Anna de Foix. Aquesta unió tampoc no va tenir descendència.
Beatriu va tornar a Nàpols, on va morir el 23 de setembre del 1508. Pere Antoni d'Aragó, virrei de Nàpols entre 1666 i 1672 traslladà les restes de Beatriu a Catalunya, al Monestir de Poblet.
| Precedit per: Catalina Poděbrady | Reina consort d'Hongria com esposa de Maties Corví. 1476-1490 | Succeït per: Barbara de Brandenburg |

| Precedit per: Barbara de Brandenburg | Reina consort d'Hongria com esposa de Vladislau II. 1490-1500 | Succeït per: Anna de Candale |